# Kakenstorf
Kakenstorf település Németországban, azon belül Alsó-Szászország tartományban. Lakosainak száma 1543 fő (2023. december 31.). Kakenstorf Hollenstedt, Wenzendorf és Dohren községekkel határos.

## Népesség
A település népességének változása:
| Lakosok száma | 1381 | 1393 | 1417 | 1488 | 1527 | 1543 |
|               | 2016 | 2017 | 2019 | 2021 | 2022 | 2023 |